# チェ・ミンファン
チェ・ミンファン（최민환、1992年11月11日 - ）は、韓国の歌手、俳優。FTISLANDのドラムスを担当している。身長173cm、体重56kg。血液型A型。

## 来歴
ソウル公演芸術高等学校卒業。
2017年9月、元LABOUMのキム・ユルヒと結婚。2018年5月18日に、第一子となる男児が誕生。2020年に、第二子・第三子となるの女児の双子が誕生した。
2020年2月24日、陸軍に現役入隊し、常勤予備役として服務。2021年9月2日除隊。
2023年12月4日、キム・ユルヒとの離婚を発表。

## 人物
妹が1人いる。趣味は、ゲーム、音楽鑑賞、インターネット人気検索語を見ること。特技は、ドラム、チキンを食べること。

## 出演

### ドラマ
- 家に帰る道（2009年、KBS）